# Олденхоф, Лиза
Лиза Олденхоф (англ. Lisa Oldenhof; 26 марта 1980, Перт) — австралийская гребчиха-байдарочница, выступала за сборную Австралии на всём протяжении 2000-х годов. Бронзовая призёрша летних Олимпийских игр в Пекине, участница Олимпиады в Афинах, победительница многих регат национального и международного значения.

## Биография
Лиза Олденхоф родилась 26 марта 1980 года в городе Перт, штат Западная Австралия. Активно заниматься греблей на байдарках начала с раннего детства, проходила подготовку в спортивном клубе Canning River Canoe Club.
Первого серьёзного успеха на взрослом международном уровне добилась в 2004 году, когда попала в основной состав австралийской национальной сборной и благодаря череде удачных выступлений удостоилась права защищать честь страны на летних Олимпийских играх в Афинах. Стартовала здесь в четвёрках совместно с Шанталь Мик, Амандой Рэнкин и Кейт Баркли на дистанции 500 метров, добралась до финальной стадии турнира, однако в решающем заезде финишировала лишь шестой, немного не дотянув до призовых позиций.
Будучи в числе лидеров гребной команды Австралии, Олденхоф благополучно прошла квалификацию на Олимпийские игры 2008 года в Пекине — на сей раз в составе четырёхместного экипажа, куда также вошли Шанталь Мик, Ханна Дейвис и Линдси Фогарти, заняла в полукилометровой гонке третье место и завоевала тем самым бронзовую олимпийскую медаль (на финише её опередили только команды из Германии и Венгрии). Вскоре по окончании этих соревнований приняла решение завершить карьеру профессиональной спортсменки, уступив место в сборной молодым австралийский гребчихам.